# Lyudmila Rogachova
Pour les articles homonymes, voir Rogatchiova.
Lioudmila Rogatchiova (en russe : Людмила Васильевна Рогачёва, transcription anglaise : Lyudmila Rogachova), née le 30 octobre 1966 à Lad Balka (kraï de Stavropol), est une athlète russe spécialiste du 800 et du 1 500 mètres.

## Carrière
Concourant sous les couleurs de l'URSS dans les années 1980, elle se classe troisième des Championnats du monde universitaires de 1989. En début de saison 1991, elle devient Championne du monde en salle du 1 500 mètres dans le temps de 4 min 05 s 09. Sélectionnée pour les Championnats du monde de Tokyo, en août 1991, la Soviétique monte sur la troisième marche du podium du 1 500 mètres, derrière l'Algérienne Hassiba Boulmerka et sa compatriote Tatyana Dorovskikh. L'année suivante, Lioudmila Rogatchiova établit le meilleur temps de sa carrière en finale des Jeux olympiques de Barcelone en 3 min 56 s 91, se classant deuxième de la finale derrière Hassiba Boulmerka.
En début d'année 1994, la Russe décroche la médaille d'argent des Championnats d'Europe en salle se déroulant au Palais omnisports de Paris-Bercy, s'inclinant au terme d'un sprint final face à sa compatriote Yekaterina Podkopayeva. Sélectionnée durant l'été pour les Championnats d'Europe d'Helsinki, Lioudmila Rogatchiova s'adjuge le titre continental du 1 500 mètres en 4 min 18 s 93, devant la Britannique Kelly Holmes et Yekaterina Podkopayeva. Alignée par ailleurs dans l'épreuve du 800 mètres, elle termine troisième de la finale et obtient ainsi le premier podium international de sa carrière dans cette discipline.

## Palmarès
| Année | Compétition                    | Lieu      | Place | Épreuve |
| ----- | ------------------------------ | --------- | ----- | ------- |
| 1989  | Universiade                    | Duisbourg | 3e    | 1 500 m |
| 1990  | Championnats d'Europe          | Split     | 4e    | 1 500 m |
| 1991  | Championnats du monde en salle | Séville   | 1re   | 1 500 m |
| 1991  | Championnats du monde          | Tokyo     | 3e    | 1 500 m |
| 1992  | Jeux olympiques                | Barcelone | 2e    | 1 500 m |
| 1994  | Championnats d'Europe en salle | Paris     | 2e    | 1 500 m |
| 1994  | Championnats d'Europe          | Helsinki  | 3e    | 800 m   |
| 1994  | Championnats d'Europe          | Helsinki  | 1re   | 1 500 m |